# 白紗帽

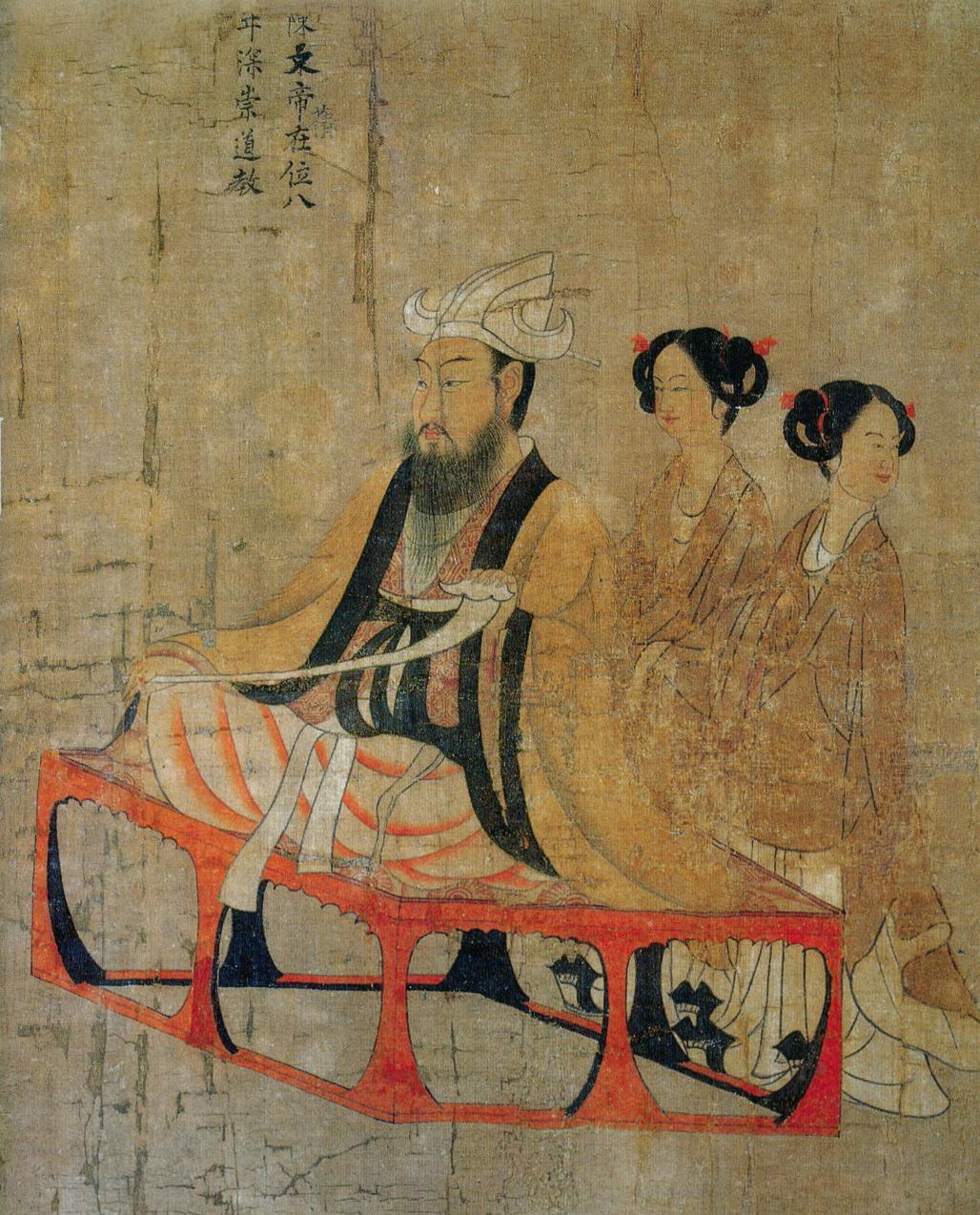
戴白紗帽的陈文帝

白紗帽，即白紗高屋帽，是漢服首服中高屋帽的一類，流行於東晉至唐代。相對於官員士庶可服的烏紗高屋帽，白紗帽為天子、皇家亲贵使用，多用于宴会和私人场合。由於南朝時白紗帽為皇室專用之首服，因此戴上白紗帽意味著登上帝位，猶如後世的黃袍加身，明朝于慎行《榖山筆塵》就記載劉宋廢帝劉子業被弒，諸王到秘書省見湘東王劉彧，由於事出突然，劉彧赤腳走到西堂，頭戴烏帽。建安王劉休仁就把白紗帽戴在劉彧頭上，擁立他為帝。劉宋後廢帝劉昱被王敬則斬首後，王敬則欲自立為帝，就戴上白紗帽。
劉宋、南齊時皇太子在上省时帽以乌纱，但在永福省时例外，服以白纱帽；在皇帝面前戴烏帽，在東宮則戴白紗帽。